# Psammophylax
Psammophylax es un género de serpientes de la familia Lamprophiidae. Sus especies se distribuyen por el África subsahariana.

## Especies
Se reconocen las siguientes especies:
- Psammophylax acutus (Günther, 1888)
- Psammophylax multisquamis (Loveridge, 1932)
- Psammophylax rhombeatus (Linnaeus, 1758)
- Psammophylax tritaeniatus (Günther, 1868)
- Psammophylax variabilis Günther, 1893